# Ерік Віноградскі
Ерік Віноградскі (фр. Éric Winogradsky; нар. 22 квітня 1966) — колишній французький тенісист.
Найвищу одиночну позицію світового рейтингу — 89 місце досяг 6 липня 1987, парну — 17 місце — 30 квітня 1990 року.
Здобув 2 парні титули.
Найвищим досягненням на турнірах Великого шолома був фінал в парному розряді.

## Фінали за кар'єру

### Парний розряд: 4 (2–2)
| Легенда                  |
| ------------------------ |
| Великий шлем (0–1)       |
| Tennis Masters Cup (0–0) |
| Серія Мастерс ATP (0–1)  |
| Тур ATP (2–0)            |

| Результат | Ранг | Дата     | Турнір                                      | Покриття  | Партнер        | Суперники                     | Рахунок                 |
| --------- | ---- | -------- | ------------------------------------------- | --------- | -------------- | ----------------------------- | ----------------------- |
| Поразка   | 0–1  | Тра 1989 | Відкритий чемпіонат Франції з тенісу, Париж | Ґрунт     | Мансур Бахрамі | Джим Грабб Патрік Макінрой    | 6–4, 2–6, 6–4, 7–6(7–5) |
| Перемога  | 1–1  | Жов 1989 | Тулуза, Франція                             | Килим (i) | Мансур Бахрамі | Тодд Нелсон Роджер Сміт       | 6–2, 7–6                |
| Поразка   | 1–2  | Жов 1989 | Париж, Франція                              | Килим (i) | Якоб Гласек    | Джон Фіцджеральд Андерс Яррід | 7–6, 6–4                |
| Перемога  | 2–2  | Лип 1990 | Кіцбюель, Австрія                           | Ґрунт     | Хав'єр Санчес  | Франсіско Клавет Горст Скофф  | 7–6, 6–2                |